# Kaspar von Greyerz
Hans Kaspar von Greyerz (* 11. Mai 1947 in Bern; heimatberechtigt ebenda) ist ein Schweizer Historiker. 

## Leben
Der Sohn des Historikers Hans von Greyerz begann zuerst ein Studium der Rechtswissenschaften, wechselte aber bald auf Geschichte und Philosophie. Er studierte an den Universitäten Bern und der Genf und schloss mit dem Staatsexamen ab. Von 1973 bis 1979 absolvierte er ein Doktoratsstudium an der Stanford University, wobei er von 1975 bis 1978 Stipendiat des Instituts für Europäische Geschichte Mainz und 1979/80 des Schweizerischen Nationalfonds war. 1979 wurde er promoviert. Von 1980 bis 1985 war Kaspar von Greyerz Wissenschaftlicher Mitarbeiter am Deutschen Historischen Institut in London. 1987 habilitierte er sich in Bern. Von 1988 bis 1991 vertrat er den Lehrstuhl von Hartmut Lehmann an der Universität Kiel. Von 1991 bis 1993 war er Athena-Stipendiat des Schweizerischen Nationalfonds.
Ab Herbst 1993 war von Greyerz, als Nachfolger von Peter Stadler, ordentlicher Professor für Neuere Allgemeine und Schweizer Geschichte an der Universität Zürich. Von Frühjahr 1997 bis zu seiner Emeritierung im Sommer 2013 war er Professor für Geschichte der Frühen Neuzeit an der Universität Basel. Im Sommer 2002 nahm er eine Gastdozentur an der University of California, Berkeley, wahr, im März 2003 war er Directeur d’études invité an der 5. Sektion der École pratique des hautes études in Paris und 2003/2004 war er Stipendiat des Historischen Kollegs in München. 2005/2006 stand von Greyerz als Dekan der Philosophisch-Historischen Fakultät der Universität Basel vor.

## Schriften (Auswahl)
- The Late City Reformation in Germany: The case of Colmar, 1522–1628 (= Veröffentlichungen des Instituts für Europäische Geschichte. Bd. 98). Steiner, Wiesbaden 1980 (Dissertation, Stanford University, 1978).
- Vorsehungsglaube und Kosmologie. Studien zu englischen Selbstzeugnissen des 17. Jahrhunderts (= Veröffentlichungen des Deutschen Historischen Instituts London. Bd. 25). Vandenhoeck & Ruprecht, Göttingen/Zürich 1990 (Habilitationsschrift, Universität Bern, 1987).
- England im Jahrhundert der Revolutionen, 1603–1717 (= UTB. Bd. 1791). Ulmer, Stuttgart 1994.
- Religion und Kultur. Europa 1500–1800. Vandenhoeck & Ruprecht, Göttingen 2000.
- (Hg.) Selbstzeugnisse in der Frühen Neuzeit. Individualisierungsweisen in interdisziplinärer Perspektive (= Schriften des Historischen Kollegs. Kolloquien 68). Oldenbourg, München 2007 (Digitalisat).
- Passagen und Stationen. Lebensstufen zwischen Mittelalter und Moderne. Vandenhoeck & Ruprecht, Göttingen 2010.
- Von Menschen, die glauben, schreiben und wissen. Ausgewählte Aufsätze. Hrsg. von Kim Siebenhüner und Roberto Zaugg. Vandenhoeck & Ruprecht, Göttingen 2013.